# Maréchal de Pologne
Le maréchalat de Pologne est la plus haute distinction militaire polonaise. Le titre de maréchal de Pologne (Marszałek Polski) est donc le plus haut rang de l'armée polonaise. Il n'a été accordé qu'à seulement six officiers dont le maréchal français Ferdinand Foch. Actuellement, ce rang est équivalent à celui de Field marshal ou General of the Army dans les pays anglophones.

## Historique
Aujourd'hui il n'y a plus de maréchal de Pologne encore en vie, depuis que ce rang est seulement conféré aux commandants militaires qui ont atteint la victoire à la guerre. Récemment, toutefois, le rang de quatre étoiles avec le nom modernisé de général a été introduit, et le 15 août 2002, fut accordé à Czesław Piątas (en), civil à l'heure actuelle, ancien chef d'état-major des forces armées polonaises.
En tout, les personnes suivantes ont servi comme maréchal de Pologne :
| #  | Nom                    | Conféré le       | Informations |
| -- | ---------------------- | ---------------- | --- |
| 1. | Józef Piłsudski        | 19 mars 1920     | Premier maréchal de Pologne |
| 2. | Ferdinand Foch         | 13 avril 1923    | Général français qui fut le commandant suprême des armées alliées lors de la Première Guerre mondiale sur le front occidental, fait également Field marshal anglais |
| 3. | Edward Rydz-Śmigły     | 10 novembre 1936 | Maréchal jusqu'à la Seconde Guerre mondiale |
| 4. | Michał Rola-Żymierski  | 3 mai 1945       | Premier maréchal de la République populaire de Pologne |
| 5. | Konstantin Rokossovski | 5 novembre 1949  | Également Maréchal de l'URSS |
| 6. | Marian Spychalski      | 7 octobre 1963   | |

## Source
- (en) Cet article est partiellement ou en totalité issu de l’article de Wikipédia en anglais intitulé « Marshal of Poland » (voir la liste des auteurs).